# Salsocolila plana
Salsocolila plana är en insektsart som beskrevs av Pieter D. Theron 1979. Salsocolila plana ingår i släktet Salsocolila och familjen dvärgstritar. Inga underarter finns listade i Catalogue of Life.